# Ludwig von Paar

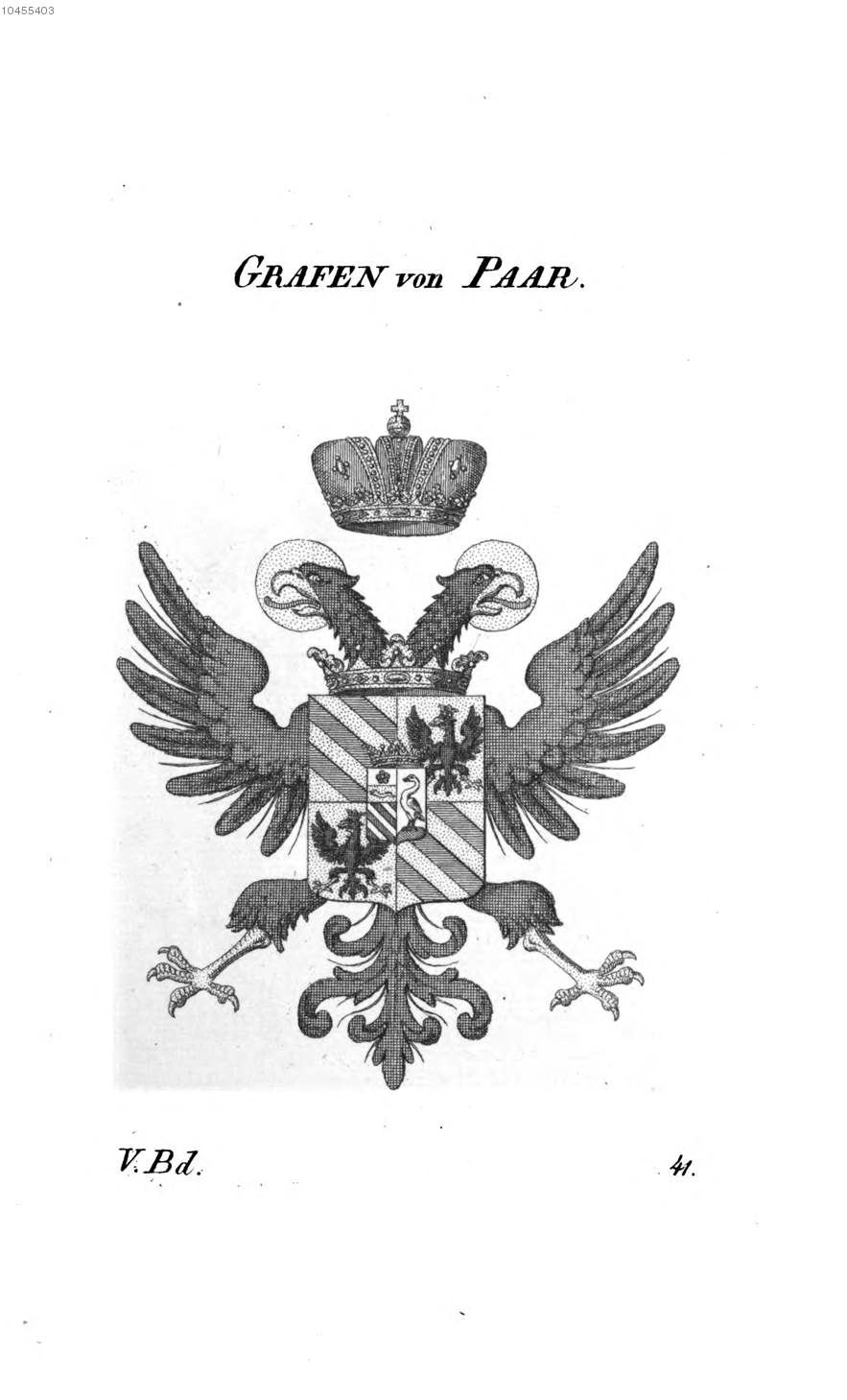
Familienwappen, aus: Tyroff: Wappenbuch der österr. Monarchie, 1831–1868

Graf Ludwig Johann Baptist Emanuel von Paar (* 26. März 1817; † 6. Jänner 1893) war ein österreichischer Diplomat und Kunstsammler.

## Leben
Ludwig von Paar war ein Mitglied des österreichischen Adelsgeschlechts von Paar. Sein Vater war Johann Karl Fürst von Paar (1773–1819); Karl Johann Fürst von Paar (1806–1881) war sein älterer Bruder. Ludwig stand im auswärtigen Dienst der k.k. später k.u.k. Monarchie und war von 1853 bis 1857 österreichischer Gesandter in Sardinien-Piemont, dann 1857 bis 1859 in gleicher Funktion in Modena.
Am 14. Juni 1858 heiratete er Marie Anna geb. Gräfin Esterházy-Galantha (1834–1863) und wechselte im Jahr darauf als k.k. Gesandter an den schwedischen Hof nach Stockholm. 1864 bis 1866 bekleidete er die gleiche Funktion am kurhessischen Hof in Kassel;, anschließend von 1866 bis 1869 am dänischen Hof, nach einer Mission als nunmehr österreich-ungarischer Gesandter beim sächsischen Hof in Dresden (1869 bis 1872), war er von 1872 bis 1873 nochmals in Kopenhagen, danach wurde er 1873 als Botschafter an den Heiligen Stuhl in Rom versetzt, und blieb auf diesem Posten bis 1888. Von Paar besaß eine nennenswerte Autographensammlung, unter anderem auch Briefe von Michelangelo. Er war auch Besitzer von Mozarts Kindergeige, die 1896 von seinem Sohn der Internationalen Stiftung Mozarteum übergeben wurde.